# آدرین پیجری
آدرین پیجری (انگلیسی: Adrien Pagerie؛ زادهٔ ۸ مهٔ ۱۹۹۲) بازیکن فوتبال اهل فرانسه است.
از باشگاه‌هایی که در آن بازی کرده‌است می‌توان به باشگاه فوتبال کلرمون فوت اشاره کرد.